# تصویر وطن
«تصویر وطن» یا «ای وطن» ترانه‌ای با صدای محمد نوری و شعری از نادر ابراهیمی است.
شعر این ترانه با مطلع «ای سلامم ، ای سرودم؛ ای نگهبان وجودم» از درس‌های فارسی ششم دبستان است.
این ترانه را علی خدایی نیز اجرا کرده است.

## ساخت
این ترانه ابتدا به‌عنوان تیتراژ یا متن مجموعهٔ سفرهای دور و دراز هامی و کامی در وطن ساخته شد. شهبازیان، آهنگساز و تنظیم‌کنندهٔ این اثر می‌گوید:
برای این سریال مرحوم نادر ابراهیمی دو شعر زیبا گفته بودند که یکی «سفر برای وطن» و دیگری «ای وطن» بود که هر دو را محمد نوری خوانده است. ایشان از من خواستند که برای این سریال بر اساس این دو شعر موسیقی بنویسم و اجرا کنیم. ابراهیمی خودش همراه با شعرهایش ملودی‌هایی را به صورت ذوقی و قریحه‌ای زمزمه می‌کرد که البته به دلیل اینکه ایشان موزیسین نبودند، اشکال فراوان داشت اما به هر صورت هم شعر و هم ارتباط ملودی و شعری که ایشان زمزمه و به آن فکر می‌کردند زیبا بود. بر این اساس من ۲ کار در مجموعه موسیقی این سریال نوشتم.